# Babice (Praha)
Babice je někdejší osada na obou březích potoka Chvalky (přítok Svépravického potoka, který je přítokem Rokytky) v místech styku katastrálních hranic Chval, Dolních Počernic a Hostavic.
Nejstarší písemná zpráva o statku Babice je z roku 1356. Roku 1512 postoupil staroměstský měšťan Jiří Rambousek Václavu Mydlářovi jako úhradu dluhu „dědictví svého pod Chvalami v Babicích tvrze, dvou dvoruov ..“. Archeologické nálezy svědčí o trvalém osídlení od 1. poloviny 13. století do 2. poloviny 16. století, kdy Babice patrně zanikly. 